# Heligmomerus biharicus
Espèce
Synonymes
- Idiops biharicus Gravely, 1915

Heligmomerus biharicus est une espèce d'araignées mygalomorphes de la famille des Idiopidae.

## Distribution
Cette espèce est endémique d'Inde.

## Étymologie
Son nom d'espèce lui a été donné en référence au lieu de sa découverte, le Bihar.

## Publication originale
- Gravely, 1915 : Notes on Indian mygalomorph Spiders. Records of the Indian Museum, vol. 11, p. 257-287 (texte intégral).